# Silicosigmoilina
Silicosigmoilina es un género de foraminífero bentónico de la subfamilia Sigmoilopsinae, de la familia Sigmoilopsidae, de la superfamilia Rzehakinoidea, del suborden Schlumbergerinina y del orden Schlumbergerinida. Su especie tipo es Silicosigmoilina californica. Su rango cronoestratigráfico abarca desde el Cretácico superior hasta el Paleoceno.

## Discusión
Clasificaciones previas han incluido Silicosigmoilina en la familia Rzehakinidae, de la superfamilia Rzehakinoidea, del suborden Textulariina y del orden Textulariida. También ha sido incluido en el suborden Rzehakinina y en el orden Lituolida, aunque Rzehakinina ha sido considerados sinónimo posterior de Schlumbergerinina.

## Clasificación
Silicosigmoilina incluye a las siguientes especies:
- Silicosigmoilina abyssalica †
- Silicosigmoilina angusta †
- Silicosigmoilina calcareoarenacea †
- Silicosigmoilina californica †
- Silicosigmoilina convexa †
- Silicosigmoilina explicata †
- Silicosigmoilina futabaensis †
  - Silicosigmoilina futabaensis tokachiensis †
- Silicosigmoilina groenlandica †
- Silicosigmoilina perplexa †
- Silicosigmoilina seimensis †
- Silicosigmoilina splendida †

En Silicosigmoilina se ha considerado el siguiente subgénero:
- Silicosigmoilina (Bramletteia), también considerado como género Bramletteia y considerado sinónimo de Suggrunda, aunque de estatus incierto